# Municipio Guadalupe (Nuevo León)
Koordinaten: 25° 41′ N, 100° 15′ W
Das Municipio Guadalupe ist ein Municipio im mexikanischen Bundesstaat Nuevo León. Es liegt im Zentrum des Bundesstaates und gehört zur Metropolregion Monterrey. Sein Verwaltungssitz ist die Stadt Guadalupe, die nach der Jungfrau von Guadalupe benannt ist.

## Geografie
Das Municipio Guadalupe hat eine Fläche von 117,7 km² und eine durchschnittliche Höhe von 430 m über dem Meeresspiegel. Das Gelände ist größtenteils flach und wird vom Río Santa Catarina durchquert. Die Vegetation ist semiarid geprägt, mit Kakteen und Mesquiten. Das Klima ist warm und trocken mit einer mittleren Jahrestemperatur von ca. 20 °C und einer mittleren Jahresniederschlagsmenge von 700 mm.

## Geschichte
Das Gebiet des heutigen Municipios war ursprünglich von indigenen Völkern bewohnt. Im 16. Jahrhundert wurde es von spanischen Konquistadoren erkundet und kolonisiert. Im Jahr 1716 wurde die Hazienda de Nuestra Señora de Guadalupe de Horcasitas gegründet, die später den Namen Villa de Guadalupe erhielt und 1831 zu einem Municipio wurde.

## Bevölkerung
Laut der Volkszählung von 2020 hat das Municipio Guadalupe 643.143 Einwohner, davon sind 324.150 Frauen und 318.993 Männer. Die Bevölkerungsdichte beträgt über 5000 Einwohner pro km². Die Alphabetisierungsrate liegt bei 99 %.

## Ortschaften
Das Municipio Guadalupe besteht aus neun Ortschaften. Die bedeutendsten Ortschaften sind:
| Ortschaft (Localidad) | Einwohner |
| Guadalupe             | 635.862   |
| Las Escobas           | 4.223     |
| Bello Amanecer        | 2.843     |
| Gesamt                | 643.143   |